# Andrzej Dubrawski (zm. po 1597)
Andrzej Dubrawski herbu Sas (zm. po 1597 roku) – wojski stryjski w 1576 roku.
Prawdopodobnie poseł ma sejm koronacyjny 1576 roku z ziemi przemyskiej.